# Гайдамаха Андрій
Гайдамаха Андрій (27 листопада 1945, м. Леде, Бельгія) — Голова проводу ОУНР (2001–2009).

## Життєпис
Навчався у Римі в кінці 1950-х років, місце навчання - Українська папська мала семінарія.
В 1973–82 рр. – редактор у Мюнхені тижневика «Шлях Перемоги».
В 1982–2000 рр. – на Радіо «Свобода»: журналіст в українській редакції у Мюнхені (1982–92), керівник київського бюро (1992–2000). Від 2000 – голова Проводу ОУН(б), водночас від 2004 року – шеф-редактор часопису «Визвольний шлях», також знову був шеф-редактором газети «Шлях Перемоги».
Протягом 2001–2009 років був Головою Проводу Організації Українських Націоналістів (бандерівців). 
У 2002 році отримав громадянство України, проживав у Києві.
Після обрання 13 квітня 2009 року Головою Проводу Стефана Романіва Андрій Гайдамаха залишився членом Проводу ОУНР.
Був Головою Світового ювілейного комітету з вшанування пам'яті Степана Бандери в 50-ту річницю його загибелі.